# L'Étalon rouge
L'Étalon rouge (titre original : The Red Stallion) est un western américain réalisé par Lesley Selander, sorti en 1947.

## Fiche technique
Sauf indication contraire, les informations mentionnées dans cette section peuvent être confirmées par la base de données cinématographiques IMDb,  présente dans la section « Liens externes ».
- Titre original : The Red Stallion
- Titre français : L'Étalon rouge
- Réalisation : Lesley Selander
- Scénario : Robert E. Kent (en) et Crane Wilbur
- Direction artistique : Perry Smith
- Musique : Friedrich Hollaender
- Photographie : Virgil Miller
- Montage : Fred Allen
- Production : Benjamin Stoloff, Arthur Krim[1] et Bryan Foy[1]
- Société de production : Ben Stoloff Productions
- Distribution : Eagle-Lion Films (USA au cinéma); Comet Video (USA en DVD)
- Pays :  États-Unis
- Langue : Anglais
- Genre : western
- Durée : 81 minutes[1]
- Dates de sortie :
  - États-Unis : 16 août 1947
  - France : 22 novembre 1950[1]
    - Paris : 10 janvier 1951[1]

## Distribution
- Robert Paige : Andy McBride
- Noreen Nash : Ellen Reynolds
- Ted Donaldson (en) : Joel Curtis
- Jane Darwell : madame Aggie Curtis
- Ray Collins : Perry Barton
- Guy Kibbee : Ed Thompson
- Willie Best : Jackson
- Robert Bice : Ho-Na
- Pierre Watkin : Richard Moresby